# Kyoko Nozaki
Kyoko Nozaki (野崎 京子 Nozaki Kyōko?, 9 de febrero de 1964) es una química japonesa y profesora en la Universidad de Tokio en Japón. Está especializada en química orgánica y su área de investigación es el diseño de catalizadores moleculares para nuevos tipos de síntesis orgánica y de polímeros. En 2021 fue galardonada en los Premios L'Oréal-UNESCO a Mujeres en Ciencia.

## Biografía
Kyoko estudió en la Universidad de Kioto con una licenciatura en ingeniería química en 1986 y su doctorado en 1991 con K. Utimoto (estudios de disertación sobre reacción radicalaria inducidas por trietilborano con hidruros de elementos del grupo 14), fue instructora de 1991 a 1999 y asistente de 1999 a 2002 se convirtió en profesora asistente en 2002 y profesor de la Universidad de Tokio en 2003.
Se ocupa de la química organometálica (complejos de metales de transición quirales para catálisis asimétrica, nuevas transformaciones orgánicas con compuestos organometálicos), química de compuestos orgánicos de boro y catálisis de polímeros.
En 2008 recibió el premio Saruhashi para científicos naturales japoneses. En 2012 fue profesora de organometálica de la American Chemical Society, 2013 Schlenk Lecturer, 2015 Tarrant Lecturer en la Universidad de Florida y en 2015 recibió el premio Arthur K. Doolittle de la American Chemical Society (por la coordinación de la copolimerización de olefinas con monómeros polares catalizados Complejos Pd de ligandos bidentados asimétricos). También recibió el Premio Mukaiyama de la Sociedad Japonesa de Química Orgánica Sintética en 2008, el Premio a la Ciencia de la Catálisis de Mitsui Chemicals y la Medalla de Plata de Nagoya en 2009.
En 2018 fue profesora visitante Karl Ziegler en el Instituto Max Planck para la Investigación del Carbón (conferencia: Copolimerización coordinada de propileno con monómeros polares). En 2019 dio una conferencia plenaria en el GDCh Science Forum Chemistry (Toward Efficient Utilization of Renewable Resources). En 2021 fue galardonada en los Premios L'Oréal-UNESCO a Mujeres en Ciencia "por su contribución pionera y transformadora al campo de la química sintética". El mismo año fue elegida miembro de la Academia Estadounidense de las Artes y las Ciencias en 2021.

## Áreas de investigación
- Organometálicos
- Catalizador de polimerización
- Química de organoboro[3]
- Química sintética

## Premios y reconocimientos
- Premio OMCOS 2003 de química organometálica[4]
- 2004 Premio Wiley (Sociedad de Ciencia de Polímeros, Japón)
- Premio de Ciencias 2006 (IBM Japón)
- Premio Saruhashi 2008
- Premio Mukaiyama 2008 (Sociedad de Química Orgánica Sintética, Japón)[5]
- Premio de ciencia de catálisis 2009 (Mitsui Chemicals)[6]
- Medalla de plata de Nagoya 2009
- Premio de la Conferencia Schlenk 2013
- Premios L'Oréal-UNESCO a Mujeres en Ciencia 2021
- Premio Toray de Ciencia y Tecnología 2021
- 2021 Premio IUPAC Mujeres Distinguidas en Química o Ingeniería Química